# Rumowisko perskie

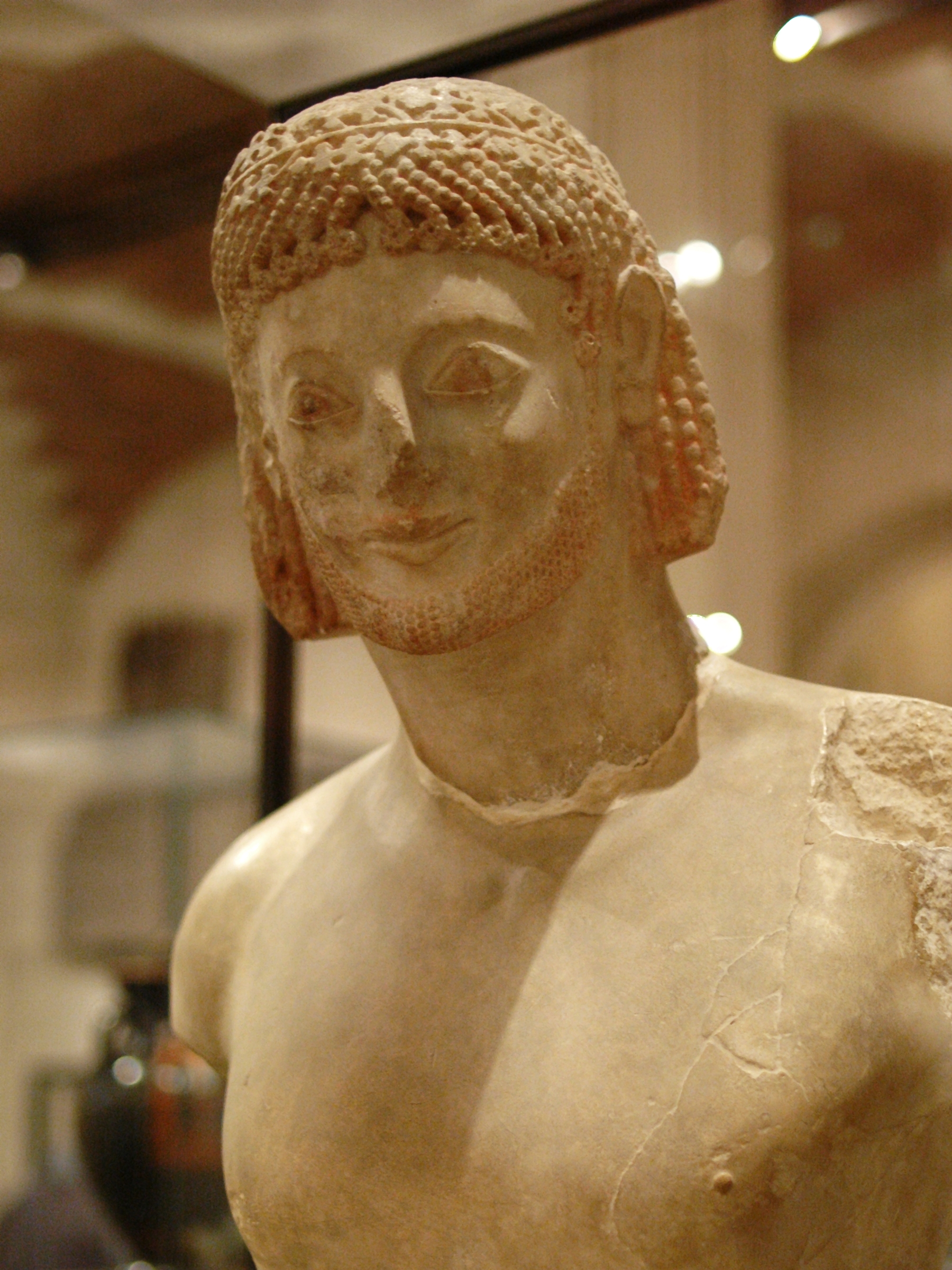
Jeździec Rampin, ok. 550 p.n.e. - przykład rzeźby pochodzącej z rumowiska perskiego

Rumowisko perskie (gr. Περσική τάφρος, niem. Perserschutt) – nazwa, jaką określa się pozostałości rzeźb i architektury, zniszczonych podczas najazdu Persów na Ateny w 480 p.n.e. Zbiór ten dostarczył wiele oryginalnych zabytków archaicznej sztuki greckiej.
Wraz z przystąpieniem do odbudowy spalonego Akropolu, pozostałości te zrzucono do zsypu po południowej stronie tego wzgórza. Odnaleziono je pod koniec XIX wieku – najpierw (1863-1866) podczas prac prowadzonych przez francuskiego archeologa Charlesa Ernesat Beulé, a następnie (1885-1890) przez Panagiotisa Kavvadiasa oraz architektów: Wilhelma Dörpfelda i Georga Kawerau.